# Kuzemer
Kuzemer is een gehucht in de gemeente Westerkwartier in de Nederlandse provincie Groningen. De plaats is vooral bekend omdat hier in 1204 een vrouwenklooster werd gesticht. Het klooster behoorde tot de orde van de Premonstratenzers. Het werd gesticht op een hoger gelegen stuk zandgrond te midden van een groot veengebied. De naam zou verwijzen naar een maar, dat verbasterd werd tot mer. Het klooster had als naam Maria's poort, wat aanleiding was om de naam van Kuzemer te zien als kuise Maria.
Het klooster heeft bestaan tot de reductie van Groningen in 1594. Daarna is het gesloopt. De bouwstenen van het klooster werden door de provincie Groningen te koop aangeboden en zijn daarna gebruikt voor vele bouwwerken in dit deel van het Westerkwartier.